# Liscio
Liscio (italienisch für „glatt“, „geschmeidig“) ist ein traditioneller Gesellschaftstanz und Musikstil aus Italien, der im späten 19. Jahrhundert in der Romagna entstand.

## Geschichte

### Anfänge im 19. Jahrhundert
Die Musiktradition des Liscio entstand noch vor der italienischen Einigung in einem bürgerlichen Umfeld, das von der Musik österreichisch-ungarischer sowie französischer Militärkapellen geprägt wurde. Vor allem Mazurka, Polka und Walzer wurden immer beliebter. Ausgehend von den oberitalienischen Städten, breitete sich dieser Trend bald auch auf dem Land aus, wo die neuen Gesellschaftstänze traditionelle Tänze wie die Quadrille, die Monfrina oder die Furlana ablösten. 

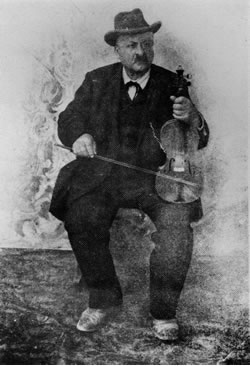
Carlo Brighi

In der Romagna an der italienischen Ostküste bildeten sich neue kleine Ensembles, die von Ort zu Ort zogen und in den neu in Mode gekommenen Ballsälen spielten. Diese Ensembles behielten das durch die Militärkapellen gespielte Repertoire bei, ersetzten jedoch die Blechbläser durch Streicher. Eine typische Besetzung in der Romagna sah zwei bis drei Geigen, C-Klarinette und Kontrabass vor, später kam noch die Gitarre dazu. Die prägende Figur in dieser neuen Musikszene war der Geiger und Orchesterleiter Carlo Brighi (1853–1915). Gleichzeitig entwickelten sich in den Nachbarregionen ähnliche Musikgruppen, wobei rund um Parma Bläser vorherrschend blieben (etwa im Ensemble Concerto Cantoni), in Modena und Reggio nell’Emilia die Geige das Hauptinstrument war, man rund um Carpi hingegen auf die Mandoline setzte.
Diese früheste Form des Liscio war eine rein instrumentale (Tanz-)Musik, mit klar strukturierten, notierten Kompositionen aus einer Abfolge von Tutti-Expositionen und Solos. Nur zum Teil waren Heterophonie und improvisierte Ornamentik in Gebrauch. Die aufkommende Bezeichnung liscio diente der Abgrenzung der Musik von den als grob empfundenen traditionellen Volkstänzen, obgleich auch der Liscio sehr lebendig und energetisch war.
In der südlichen Po-Ebene war die neue Tanzmusik besonders beliebt. Dort betätigten sich traditionell viele in der Landwirtschaft Beschäftigte auch als Musiker, um sich etwas dazuverdienen zu können, wenn es keine Arbeit auf den Feldern gab. Speziell im Ort Santa Vittoria (Gualtieri) entstanden zwischen 1880 und 1950 regelrechte Dynastien von Musikerfamilien, die das neue Liscio-Genre nachhaltig prägten. Die typische Besetzung sah nun ein Quintett aus drei Geigen, einer Bratsche und einem Kontrabass vor. Diese semiprofessionelle Musikpraxis aus Arbeiterkreisen war von Anfang an stark im Sozialismus verankert, war die Emilia-Romagna doch ein Zentrum der italienischen Arbeiterbewegung.

### Professionalisierung im 20. Jahrhundert
Im 20. Jahrhundert fand der Liscio schließlich größere Verbreitung auch über die Romagna hinaus. Hauptverantwortlich dafür war Secondo Casadei (1906–1971), der 1928 in der Tradition von Carlo Brighi das Orchestra Casadei gründete. Casadei führte zwei entscheidende Neuerungen ein: Zum einen erweiterte er, inspiriert vom Jazz, die Besetzung der Ensembles um Saxophon, Schlagzeug und (kurzzeitig) Banjo, zum anderen führte er erstmals auch Sänger ein (üblicherweise ein Sänger und eine Sängerin). Casadeis Texte waren im Dialekt gehalten und drehten sich hauptsächlich um Liebe und Spaß, wobei traditionelle Familienwerte und das Landleben nicht zu kurz kamen. Damit setzte die Professionalisierung des Liscio ein, mit besseren Musikern und aufwendigeren Bühnenshows. Casadei entdeckte auch die Musikindustrie für sich, machte vermehrt Aufnahmen, organisierte Tourneen und gründete einen eigenen Musikverlag.
In den 1930er- und 1940er-Jahren erweiterte sich das Repertoire des Liscio, zum einen durch die vielen neuen Kompositionen von Secondo Casadei, zum anderen durch die Einflüsse aus neuen Modetänzen wie Tango und Foxtrott. Neben dem Umfeld des Orchestra Casadei entstanden weitere Zentren des Liscio. In Bologna bildete sich die Sonderform des Filuzzi heraus, der vor allem durch den kommerziell überaus erfolgreichen Akkordeonisten Leonildo Marcheselli (1912–2005) geprägt wurde. Davon inspiriert, wurde das Akkordeon bald fester Teil der Liscio-Ensembles.
Nach dem Zweiten Weltkrieg war der Liscio zunächst als altmodisch und bäuerlich verschrien und musste neuen Musikstilen weichen, etwa modernen amerikanischen Tänzen wie Swing, Boogie-Woogie, Rumba und Beguine, aber auch dem immer populärer werdenden italienischen Pop (canzone). Secondo Casadei reagierte, indem er traditionelle Werte im Liscio stärker betonte und antiamerikanische und konsumkritische Inhalte aufnahm. Mit der Veröffentlichung des Liedes Romagna mia leitete er 1954 diese neue Phase des Liscio als bürgerlicher Unterhaltungsmusik ein. Die Musik wurde vielfältiger und ausgefallener, übernahm Inhalte und Repertoire aus dem Mainstream und griff selbst auf E-Gitarre und -Bass zurück. 
Diese Entwicklung wurde noch deutlicher, als 1971 Secondo Casadeis Neffe Raoul das Ruder übernahm. Raoul Casadei spielte selbst E-Gitarre und bemühte sich um eine stärkere Annäherung des Liscio an den Mainstream. Einen großen Einfluss hatte bald auch die aufkommende Discomusik. Das Orchestra Casadei konnte unter Raoul sogar mehrfach die italienischen Charts erreichen und verhalf der Musik damit erstmals zu nationaler Bedeutung. Im Windschatten Casadeis konnten sich in der Emilia-Romagna weiterhin lokale Liscio-Ensembles etablieren. In den folgenden Jahrzehnten zog sich der Liscio wieder ganz auf die lokale Ebene zurück.